# Time for us
《Time for us》(타임 포 어스)는 대한민국의 걸 그룹 여자친구의 두 번째 정규 음반이다. 타이틀 곡은 〈해야 (Sunrise)〉로, 2019년 1월 14일 카카오M에서 발매되었다.

## 개요
- 전 음반 《Sunny Summer》 이후로 6개월, 전 정규 음반 《LOL》 이후로 2년 6개월 만에 발매되는 음반이다. 《Time for the moon night》와 이어지는 서사를 지니고 있다.
- Daytime, Daybreak, Midnight의 세 가지 버전이 먼저 발매되고, 나중에 한정판 버전이 발매되었다.
- 타이틀 곡 〈해야 (Sunrise)〉는 2018년 추석에 받은 곡으로, 당시에는 타이틀 곡으로 예정된 것은 아니었다.[1] 이후 쏘스뮤직 대표인 소성진의 의견에 따라 타이틀 곡으로 선정되었으며, 원래 타이틀 곡으로 예정되었던 노래는 이번 음반에 실리지 않았다.[2]
- 2번 트랙 〈You are not alone〉은 힘들 때 손을 잡아주겠다는 희망적인 내용의 곡으로[3], 2017년에 처음 녹음하였다.[4]
- 9번 트랙 〈겨울, 끝 (It's You)〉은 겨울의 분위기를 담아낸 곡으로[5], 원제는 〈여름, 끝〉이었으나 제목과 함께 가사 일부가 바뀌었다.[4]
- 10번 트랙 〈A Starry Sky〉는 “버디에게 전하는 듯한 가사”[3]의 곡으로, 팬송에 해당한다.
- 11번 트랙 〈Love Oh Love〉는 뉴 잭 스윙 곡으로[5], 〈오늘부터 우리는 (Me gustas tu)〉을 녹음할 즈음 녹음하였다.[6]

## 발매 과정
2018년 12월 17일 언론사 OSEN에서 여자친구가 2019년 1월 새 음반을 발매한다고 보도하였으며, 당일 오전 중 쏘스뮤직에서 이를 공식화하였다. 2018년 12월 24일 자정에 공식 SNS를 통하여 컴백을 알리는 티저 이미지가 올라오면서, 컴백 일자, 음반명, 타이틀 곡의 제목이 밝혀졌다. 다음날인 25일에 트랙 리스트가 올라왔으며, 2018년 12월 31일에는 음반의 표지와 사양이 공개되었다. 그 밖에 다음날인 2019년 1월 1일에는 숲 속에서 엄지와 은하가 앉아 있고 나머지 멤버가 서 있는 장면의 무빙 포스터가 올라왔다.
콘셉트 사진은 여러 날에 걸쳐 공개되었다. 우선 Daybreak 버전의 콘셉트 사진은 2018년 12월 26일에 소원과 은하의 사진이, 27일에 나머지 네 멤버의 사진이, 28일에 두 장의 단체 사진이 공개되었다. 다음으로 Daytime 버전의 콘셉트 사진은 2019년 1월 2일에 예린과 신비의 사진이, 3일에 소원과 엄지의 사진이, 4일에 유주와 은하의 사진이, 5일에 단체 사진이 공개되었다. 마지막으로 Midnight 버전의 콘셉트 사진은 1월 7일에 소원과 유주의 사진이, 8일에 예린과 은하의 사진이, 9일에 신비와 엄지의 사진이, 10일에 단체 사진이 게시되었다.
타이틀 곡 〈해야 (Sunrise)〉는 뮤직 비디오의 첫 번째 티저가 2019년 1월 5일에, 후렴의 일부분을 포함한 두 번째 티저가 1월 12일 공개되었다. 가사는 전 부분이 1월 11일 공개되었다. 한편 수록곡은 가사의 일부분만 29일에 세 곡, 30일에 세 곡, 2019년 1월 6일에 다섯 곡 공개되었다. 마지막으로 음반에 실린 모든 곡의 하이라이트 메들리 영상이 1월 13일 게시되었다.

## 수록곡
| #            | 제목                         | 작사                | 작곡                                               | 편곡  | 재생 시간 |
| ------------ | ---------------------------- | ------------------- | -------------------------------------------------- | ----- | --------- |
| 1.           | 〈해야〉 (Sunrise)           | 노주환              | 노주환, 이원종                                     | 3:37  |           |
| 2.           | 〈You are not alone〉        | 이기, 용배          | 이기, 용배                                         | 3:33  |           |
| 3.           | 〈기적을 넘어〉 (L.U.V.)     | 이스란              | Darren Ellis Smith, Sean Michael Alexander         | 3:15  |           |
| 4.           | 〈GLOW〉 (만화경)            | 이미소              | Daniel Sherman, Val Del Prete, Caroline Gustavsson | 3:43  |           |
| 5.           | 〈비밀 이야기〉 (Our Secret) | 이스란              | B.EYES                                             | 3:26  |           |
| 6.           | 〈Only 1〉                   | 이기, 용배          | 이기, 용배                                         | 3:10  |           |
| 7.           | 〈Truly Love〉               | 림고, 웅킴          | 웅킴                                               | 3:40  |           |
| 8.           | 〈보호색〉 (Show Up)         | 노주환              | 노주환, 이원종                                     | 3:31  |           |
| 9.           | 〈겨울, 끝〉 (It’s You)      | Miyao, JADE, 김아름 | 스페이스카우보이                                   | 4:02  |           |
| 10.          | 〈A Starry Sky〉             | 손고은              | 손고은                                             | 3:12  |           |
| 11.          | 〈Love Oh Love〉             | 제리, 감성자판기    | Megatone, stereo14                                 | 3:22  |           |
| 12.          | 〈Memoria〉 (Korean Ver.)    | 노주환              | Carlos K., JOE                                     | 4:09  |           |
| 13.          | 〈해야〉 (Sunrise) (Inst.)   |                     | 노주환, 이원종                                     | 3:37  |           |
| 총 재생 시간 | 총 재생 시간                 | 총 재생 시간        | 총 재생 시간                                       | 46:17 |           |

## 차트
| 차트 (2019)                 | 최고 순위 |
| --------------------------- | --------- |
| 대한민국 (가온 차트 ‘주간’) | 2         |
| 대한민국 (가온 차트 ‘월간’) | 4         |

## 수상

### 음악 방송
| 프로그램                 | 날짜            |
| ------------------------ | --------------- |
| SBS MTV 《더 쇼 시즌 5》 | 2019년 1월 22일 |
| MBC MUSIC 《쇼 챔피언》  | 2019년 1월 23일 |
| Mnet 《엠카운트다운》    | 2019년 1월 24일 |
| KBS2 《뮤직뱅크》        | 2019년 1월 25일 |
| MBC 《쇼! 음악중심》     | 2019년 1월 26일 |
| SBS 《인기가요》         | 2019년 1월 27일 |